# Grand Opéra (court métrage)
Pour plus de détails, voir Fiche technique et Distribution.
Grand Opéra (Mickey's Grand Opera) est un dessin animé de Mickey Mouse produit par Walt Disney pour United Artists et sorti le 7 mars 1936.

## Synopsis
Mickey se prépare à diriger l'orchestre de l'opéra, mais doit d'abord faire sortir Pluto de la scène. En coulisses, le chien percute une malle de magicien et éparpille les affaires dont le chapeau magique. Des lapins et des colombes s'en échappent alors dans la poussière magique, un lapin se retrouve dessous et l'emmène partout, suivi par Pluto. Côté scène, l'opéra débute. C'est une représentation de Roméo et Juliette. On retrouve dans l'orchestre, Clarabelle à la flûte. Les chanteurs vedettes sont Clara Cluck et Donald. Mais tout en poursuivant le chapeau magique, Pluto débouche sur la scène devant l'orchestre, ce qui énerve de plus en plus Mickey, mais aussi les musiciens. Au bout d'un moment, le chapeau tombe dans un tuba. Les animaux qu'il contient s'en échappent et commencent à envahir et à perturber la scène, provoquant un grand désordre...

## Fiche technique
- Titre original : Mickey's Grand Opera
- Autres Titres[1] :
  - Allemagne : Mickys große Oper
  - Finlande : Mikin suuri ooppera
  - France : Grand Opéra
  - Suède : Musse Piggs opera
- Série : Mickey Mouse
- Réalisateur : Wilfred Jackson
- Animateur : Les Clark, Dick Lundy
- Voix : Pinto Colvig (Pluto), Walt Disney (Mickey), Florence Gill (Clara Cluck), Clarence Nash (Donald)
- Producteur : Walt Disney, John Sutherland
- Distributeur : United Artists
- Date de sortie : 7 mars 1936[2]
- Format d'image : Couleur (Technicolor)
- Musique : Leigh Harline
- Son : Mono
- Durée : 8 min
- Langue : (en)
- Pays :  États-Unis

## Voix françaises
- Jean-Paul Audrain : Mickey Mouse

## Commentaires
Ce film montre à nouveau Mickey à la tête d'un orchestre, cette fois pour un opéra.